# Заречный (Иркутская область)
Заречный — посёлок в Нукутском районе Усть-Ордынского Бурятского округа Иркутской области. Входит в состав муниципального образования «Новонукутское».

## География
Посёлок расположен в 2,8 км от районного центра, на высоте 471 м над уровнем моря недалеко от реки Залари.

## Внутреннее деление
Состоит из 12 улиц:
- Водоем
- Дорожная
- Дружбы
- Коваленкова
- Молодежная
- Пионерская
- Распутина
- Семейная
- Советская
- Унгинская
- Шоссейная
- Юбилейная

В составе посёлка микрорайон Солнечный.

## Население
| 2002 | 2010 | 2011 | 2012 |
| ---- | ---- | ---- | ---- |
| 348  | ↗369 | →369 | ↘364 |